# Порубка (Хумење)
Порубка (слч. Porúbka) насељено је мјесто са административним статусом сеоске општине (слч. obec) у округу Хумење, у Прешовском крају, Словачка Република.

## Становништво
| Година:    | 1994. | 2004.   | 2014.   | 2024.   |
| ---------- | ----- | ------- | ------- | ------- |
| Број људи: | 263   | 281     | 268     | 263     |
| Разлика:   |       | +6,84 % | -4,62 % | -1,86 % |

| Година:    | 2023. | 2024.   |
| ---------- | ----- | ------- |
| Број људи: | 268   | 263     |
| Разлика:   |       | -1,86 % |

Према подацима о броју становника из 2024. године насеље је имало 263 становника.